# Socorro, Surigao del Norte
Socorro là một đô thị hạng 5 ở tỉnh Surigao del Norte, Philippines. Theo điều tra dân số năm 2000, đô thị này có dân số 17.932 người trong 3.071 hộ.

## Các đơn vị hành chính
Socorro được chia thành 14 barangay.
- Albino Taruc
- Del Pilar
- Doña Helene
- Honrado
- Navarro (Pob.)
- Nueva Estrella
- Pamosaingan (formerly Gardeña and part of Del Carmen)
- Rizal (Pob.)
- Salog
- San Roque
- Santa Cruz
- Sering
- Songkoy
- Sudlon